# Římské náměstí
Římské náměstí je neoficiální označení pro prostor ve východní částí Františkánské ulice, v bloku mezi Masarykovou ulicí, Orlí ulicí a západní a jižní větví Josefské ulice v Brně. Do roku 1744 neslo název Židovský plácek či Židovské náměstí, protože se nacházelo v dřívější židovské čtvrti. Svůj dnešní název obdrželo podle neuspořádanosti a nepravidelnosti místní výstavby.
Na jižní straně ohraničuje náměstí severní stěna františkánského kláštera, podél níž a podél severní strany kostelem svaté Máří Magdaleny Františkánská ulice spojuje náměstí s Masarykovou ulicí.
Na západní straně náměstí je na místě rohové proluky vyznačeno parkoviště pro 18 automobilů (ve dvou řadách po 9 automobilech). Na severní části západní strany náměstí se nachází restaurace Charlie's Square. Na severozápadní straně je na náměstí napojen vnitroblok, který slouží převážně jako parkoviště. Na severní straně náměstí se v domě čp. 214 nachází Putyka U Míka, při Josefské ulici pak na něj navazuje dům čp. 494, v jehož přízemí do Františkánské ulice sídlí cukrárna, kavárna a čajovna V Melounovém cukru. Na východní straně náměstí odděluje od Josefské ulice blok domu čp. 504, který je označen jako obchodní dům Josefínka, a domu čp. 502, v němž sídlí Dobrá čajovna. Ze severovýchodního rohu náměstí prochází mezi domem čp. 494 (Josefská čo. 6) a čp. 504 (Josefská čo. 8) propojovací ulička na východ do Josefské ulice.
Celý blok i s ulicí a náměstím je součástí brněnské městské památkové rezervace. V roce 1997 byl v severní části náměstí prováděn archeologický výzkum, při němž byla objevena studna ze 13. století a sklepy jednoho z původních gotických domů.
V roce 2013 měla začít rekonstrukce náměstí podle projektu brněnských architektů Lukáše Fišera a Kristýny Caskové, který zvítězil ve veřejné soutěži, avšak neuskutečnila se, protože projekt počítal s využitím soukromých pozemků, jejichž majitelé s navrženými plány architektů nesouhlasili.